# Арбеневы
Арбеневы — столбовой дворянский род.

## Происхождение и история рода
Происхождение этой фамилии неизвестно.
Род Арбеневых восходит к концу XVI века и записан в VI часть родословной книги Тамбовской губернии (Гербовник, I, 68). В нём указано: «Фамилии Арбеневых многие служили Российскому престолу разные дворянские службы и жалованы были в 1610 и других годах поместьями и чинами».

## Описание гербов

#### Герб Арбеневых 1785 г.
В Гербовнике Анисима Титовича Князева 1785 года имеется изображение печати с гербом генерала от инфантерии Иоасафа Иевлевича Арбенева: щит разделён на четыре части. В первой части, в красном поле и в третьей части в чёрном поле изображён серебряный полумесяц, а во втором, синем поле, и в четвертом, красном поле, по восьмиконечной золотой звезде. Щит увенчан коронованным дворянским шлемом, повернутым вправо, с клейнодом на шее.  Вокруг щита военная арматура в виде: знамён, сабель, копья, горнов, пушек, барабанов, ядер. Намёт отсутствует.

#### Герб. Часть I. № 68
Щит разделен перпендикулярно на две части, из них в правой в голубом поле изображён серебряный полумесяц; в левой части в красном поле две золотых звезды (изм. польский герб Бойомир). Щит увенчан обыкновенным дворянским шлемом с дворянской на нём короной. Намёт на щите голубого и красного цвета, подложенный золотом.

## Известные представители
- Арбенев Пётр — дьяк в 1640 г.
- Арбенев Иван — дьяк в 1676 г.
- Арбенев Евсигней Васильевич — московский дворянин в 1692 г.
- Арбенев Андрей Иванович — стольник в 1696 г[6].
- Арбенев, Иоасаф Иевлевич (1742—1808) — генерал от инфантерии.
- Арбенев, Иван Иосифович (Иоасафович) (1771—1804) — генерал-лейтенант.